# Entrevista de Bordighera

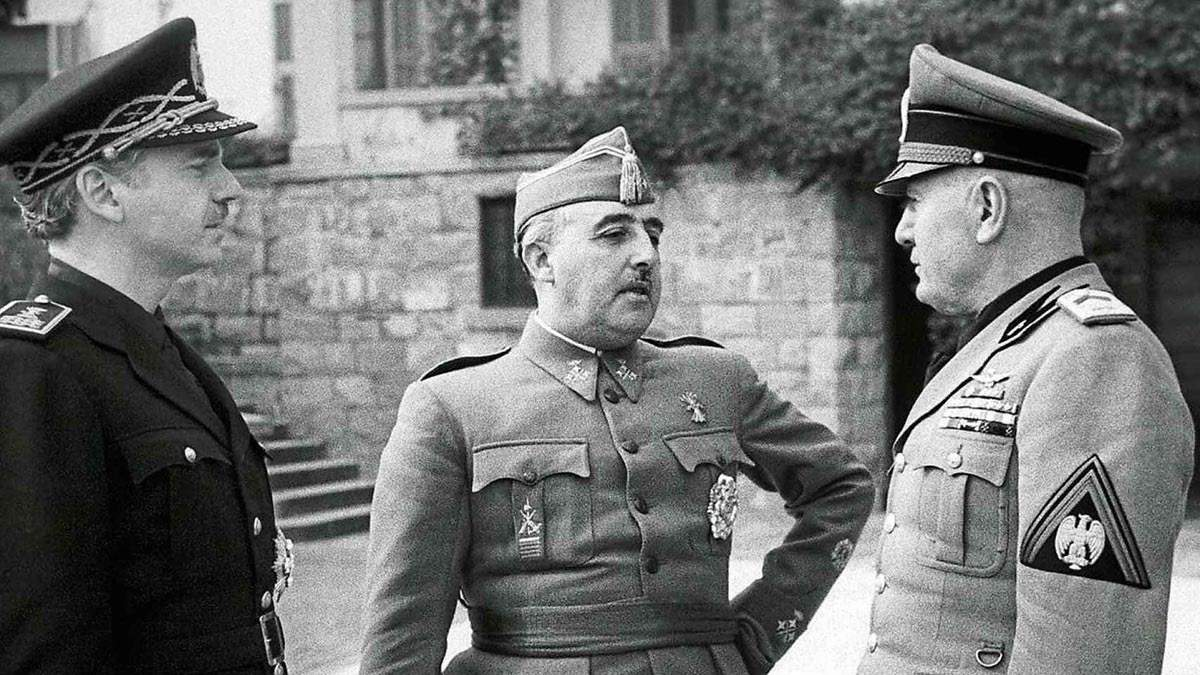
Serrano Suñer, Franco y Mussolini reunidos en Bordighera, 1941.

La entrevista de Bordighera o reunión de Bordighera, fue un encuentro que tuvo lugar en la localidad transalpina italiana de Bordighera el 12 de febrero de 1941, en la que Francisco Franco se entrevistó con Benito Mussolini, por indicación de Adolf Hitler.

## Antecedentes
La desastrosa invasión de Grecia por Mussolini provocó que el Oberkommando der Wehrmacht planteara la necesidad del asalto de Gibraltar para cerrar el Mediterráneo a los británicos, que estaban apoyando a los griegos. A diferencia de lo ocurrido durante la entrevista de Hendaya, «solo entonces, por primera vez, [Hitler] estuvo lo bastante decidido por la entrada de España en la contienda como para forzar el paso y presionar a Franco».
El 12 de noviembre de 1940 Adolf Hitler ordenó el inicio de los preparativos de la operación Félix, la ocupación de Gibraltar por las fuerzas alemanas. Dos días después el embajador alemán le comunicaba a Ramón Serrano Suñer la invitación del Führer para que se entrevistara con él en Berchtesgaden. Franco reunió a los ministros militares, que estudiaron un documento elaborado por el Estado Mayor de la Armada, del que formaba parte el capitán de navío Luis Carrero Blanco, en el que se señalaba la debilidad marítima española ante un bloqueo de la Royal Navy y los costes económicos de entrar en la guerra, por lo que se aconsejaba que no se emprendiera ninguna acción bélica contra Gibraltar mientras el Reino Unido conservara el control del canal de Suez.

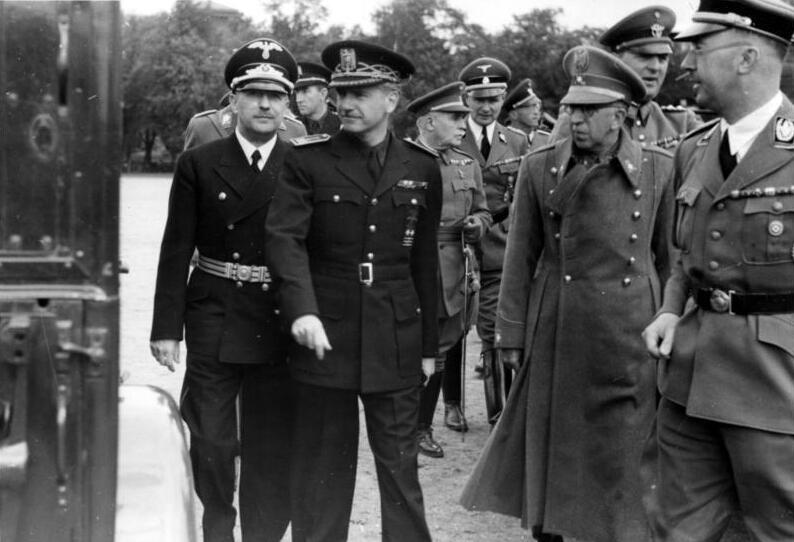
Visita a Berlín del cuñadísimo Ramón Serrano Suñer (octubre de 1940).

El 19 de noviembre se celebró la entrevista de Hitler y Serrano Suñer en Berchtesgaden. Hitler le habló de la absoluta necesidad de «cerrar el Mediterráneo» a los británicos tomando Suez y Gibraltar, para lo que era imprescindible que España entrara en la guerra y permitiera el paso de las tropas alemanas para atacar Gibraltar. Serrano Suñer le respondió que si Alemania no proporcionaba los suministros que se le habían pedido, España dependía de la buena voluntad de la Armada británica para conseguirlos, y además le recordó la vaguedad de lo acordado en el protocolo secreto de Hendaya respecto de las reivindicaciones españolas en el norte de África. Serrano Suñer regresó a Madrid, donde el general Franco respaldó completamente su postura.
Hitler decidió entonces enviar a Madrid al almirante Wilhelm Canaris para que se entrevistara con el general Franco. El 7 de diciembre de 1940 tuvo lugar el encuentro en el que aquel le transmitió la petición de Hitler de que el 10 de enero permitiera el paso por territorio español de las divisiones alemanas que iban a atacar Gibraltar, prometiéndole que los suministros que había pedido se le entregarían después. Franco respondió que no podía cumplir con el plazo fijado debido a la difícil situación alimentaria que atravesaba España en aquellos momentos y que le hacían depender de la buena voluntad del Reino Unido para que llegaran los envíos de trigo que necesitaba a cambio de mantenerse neutral. Además alegó que la captura de Gibraltar podía suponer la pérdida de las islas Canarias a manos de los británicos, con lo que Franco por primera vez ponía en duda la rápida victoria del Eje, una idea que compartía el propio almirante Canaris, y que además estaba en desacuerdo con «el fraudulento juego que se practicaba con los españoles», según confesó más tarde a un alto mando alemán. Según Paul Preston, «la lista de la compra del Caudillo seguía siendo enorme, incluyendo vastos territorios coloniales franceses, y ahora Hitler no le ofrecía más que convertir Gibraltar en una base alemana y devolvérsela a España después de la guerra».
El almirante Canaris informó de que el general Franco le había explicado que «España podía entrar en guerra solamente en el momento en que Inglaterra estuviera al borde del colapso». Ante el fracaso de la misión de Canaris, Hitler ordenó interrumpir la operación Félix. Joseph Goebbels anotó en su diario: «Franco no está cumpliendo su parte. Probablemente es incapaz de hacerlo. No tiene carácter. Y la situación dentro de España es de todo menos feliz. El hecho de que no tengamos Gibraltar es un serio golpe». Así pues, «fue el hambre lo que obligó a Franco a echarse atrás en el momento decisivo». Así lo reconoció Serrano Suñer ante el embajador de Italia el 8 de enero: «Si España hubiera obtenido de Alemania lo necesario, no para engrosar sus reservas, sino para la supervivencia cotidiana, España ya estaría en la guerra al lado del Eje. Por desgracia, eso no había ocurrido, y el Gobierno español debió contentarse con el odioso chantaje de Inglaterra y de Estados Unidos. Dígale [a Mussolini] que, a pesar de todos los obstáculos, España está preparándose seriamente en la esfera militar para estar a punto en futuras tentativas».
También influyó en la decisión de Hitler de suspender la Operación Félix la derrota de Marsa Matruk que sufrieron las fuerzas italianas en el norte de África —el mismo día de la entrevista entre Canaris y Franco—, lo que ponía fin al intento de invasión de Egipto, y a partir de la cual habían comenzado a retroceder hacia Trípoli, empujados por el avance británico —lo que se sumaba a las graves pérdidas sufridas por la marina italiana en la batalla de Tarento—.
Un último intento para cambiar la posición de Franco tuvo lugar el 20 de enero de 1941 cuando el embajador alemán von Stohrer se entrevistó con el Generalísimo para transmitirle la decisión de su gobierno, por la que se le conminaba a que en un plazo máximo de veinticuatro horas entrara en la guerra del lado del Eje. Franco pidió más tiempo, y tres días después volvieron a reunirse. Esta vez Stohrer portaba un memorándum de seis puntos que concluía así: «el Gobierno alemán actúa de esta manera a fin de evitar que España emprenda a última hora un camino que, según su firme convicción, solo puede terminar en catástrofe; pues a menos que el Caudillo decida inmediatamente unirse a la guerra de las potencias del Eje, el Gobierno alemán no puede sino prever el fin de la España nacional» —Stohrer también era portador de un mensaje de Joachim von Ribbentrop: «Sin la ayuda del Führer y el Duce hoy no habría España nacional ni Caudillo»—. El 27 de enero mantuvieron una tercera entrevista en la que Stohrer le pidió «una vez más al general Franco, una respuesta clara» —el mensaje de Ribbentrop que debía transmitir Stohrer era aún más contundente: «Solo la entrada inmediata de España en la guerra posee valor estratégico para el Eje y solo con una rápida entrada puede aún el general Franco prestar a cambio un útil servicio al Eje»—. Pero Franco continuó sin fijar una fecha para la entrada en la guerra.
En la primera de las entrevistas Franco le aseguró a von Stohrer que «su fe en la victoria de Alemania aún era la misma» e insistió en que «no era cuestión de si España entraría o no en guerra; eso se había decidido en Hendaya. Era solo cuestión de cuándo». En la tercera le expuso que «la fecha de nuestra entrada en la guerra está condicionada por requisitos muy inequívocos y concretos, que no son torpes pretextos para retrasar la entrada en la guerra hasta el momento en que puedan recogerse los frutos de una victoria lograda por otros… España desea contribuir materialmente a la victoria, entrar en la guerra y salir de ella con honores».
Hitler le pidió entonces a Benito Mussolini que intentara convencer a Franco y el conde Ciano arregló un encuentro entre los dos en Bordighera para los días 12 y 13 de febrero de 1941, invitación que «Franco aceptó a regañadientes».

## Entrevista

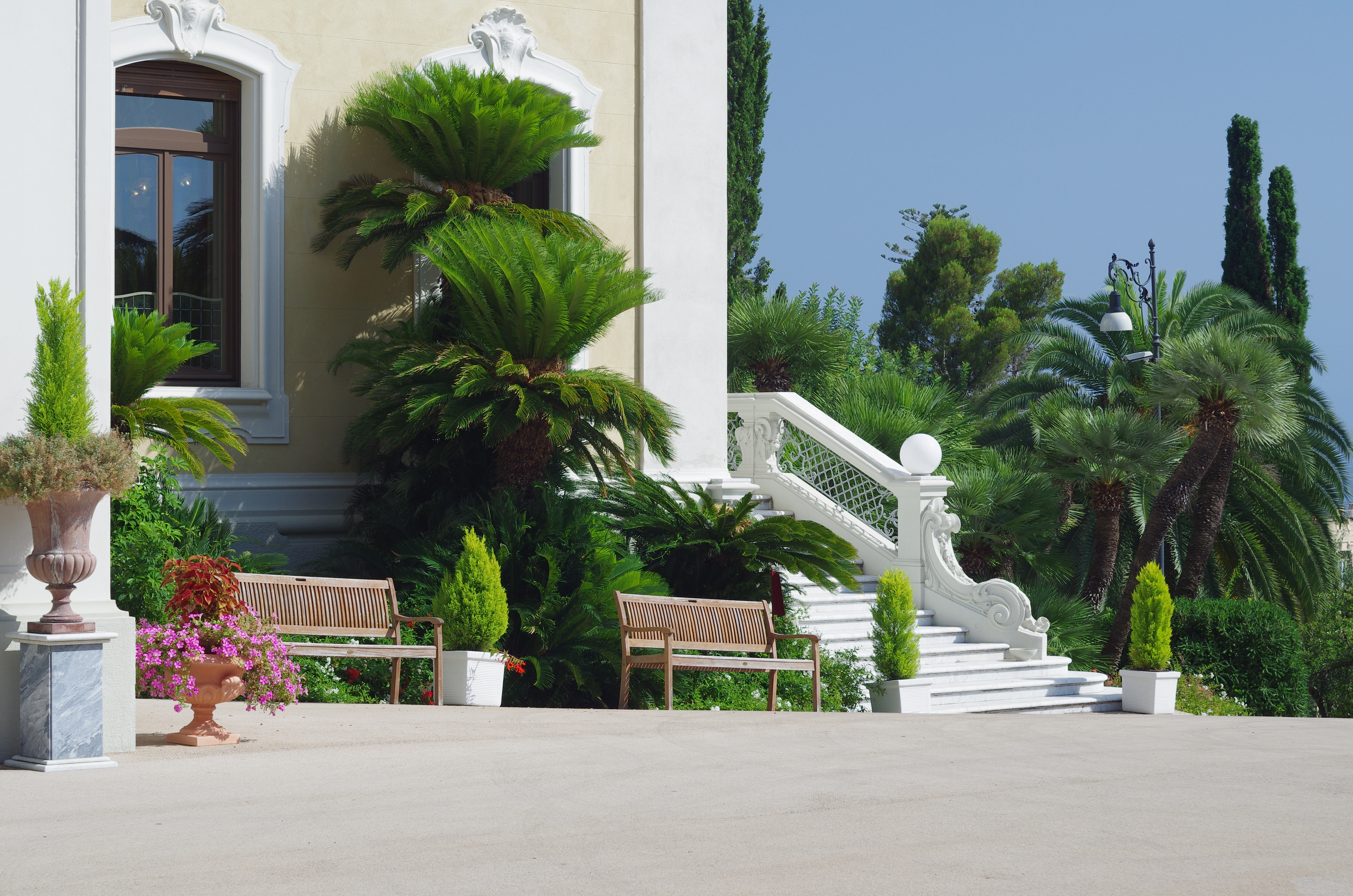
Villa Margherita de Bordighera, donde se alojaron Franco, Serrano Suñer, y el séquito que les acompañaba.

El Caudillo, que desconfiaba de los aviones desde que José Sanjurjo y Emilio Mola perecieron en sendos accidentes aéreos, prefirió acudir a Italia por tren, cruzando la Francia de Vichy. El viaje fue secreto. Antes de partir, Franco, precavido, firma un protocolo que deja el Gobierno en manos de un directorio formado por los generales Vigón, Varela y Bilbao, durante las horas que permanezca fuera del territorio nacional.
La entrevista se celebra en el pueblecito fronterizo de Bordighera, en la Villa Regina Margherita, y dura cuatro horas y media en dos sesiones. Franco se presentará con Ramón Serrano Suñer a la entrevista. Galeazzo Ciano no asistió a la conferencia por encontrarse en el frente griego como piloto activo.
Franco expuso a Mussolini que si no recibía de Alemania los suministros que había solicitado la entrada en la guerra era imposible. También se refirió a la incomprensión alemana sobre las «aspiraciones seculares» del pueblo español en referencia a las reivindicaciones territoriales que había planteado y de las que no había recibido ninguna garantía. Franco dijo finalmente que «la entrada española en la guerra dependía de Alemania más que de España; cuanto antes enviara Alemania la ayuda, más pronto podría España hacer su contribución a la causa mundial fascista». Mussolini no insistió demasiado porque, como comentó a sus colaboradores, «¿Cómo puedes empujar a una nación a la guerra con reservas de pan solo para un día?». El Gobierno alemán, por su parte, consideró que el fracaso de la entrevista significaba la negativa definitiva de Franco a entrar en la guerra, por lo que dio instrucciones a su embajador para que abandonara el tema.
Mussolini no hizo alusión en momento alguno de la entrevista a la ayuda que la Italia fascista prestó al general Franco durante la Guerra Civil. El Duce expuso la seguridad que tenía el Eje de alcanzar la victoria total. Opinaba además Mussolini que España no podía permanecer al margen de la guerra que ya se consideraba ganada por el Eje, pues la neutralidad significaba perder las ventajas de unirse a los vencedores, pero la forma y fecha de la entrada de España en el conflicto dependían exclusivamente de Franco.
La entrevista acabó tomando nota Mussolini de las dos condiciones que España exigía como precio de su entrada en la guerra:
- Satisfacción inmediata de las demandas de trigo, armamento y carburante;
- Revisión de las concesiones territoriales que España recibiría en el norte de África y su principal reclamo, Gibraltar.

De regreso a España, Franco se entrevistó en Montpellier con Philippe Pétain, quien lo encontró como siempre, «tan orondo, tan pretencioso».